# 瑞樹坑
瑞樹坑，是台灣新北市林口區的一個地名，位於該區東北部，範圍大致為太平里中北部、瑞平里。

## 歷史
台灣清治末期至日治前期，瑞樹坑地區為一街庄，稱為「瑞樹坑庄」，隸屬於八里坌堡。該庄東與下罟仔庄、大平嶺庄為鄰，南邊為菁埔庄，西邊為大南灣庄。
1920年（日治大正九年），該庄改制為「瑞樹坑」大字，隸屬於臺北州新莊郡林口庄，大字下有「瑞樹坑」、「後坑」小字名。戰後林口庄改制為林口鄉，隸屬於臺北縣，大字亦改制為村。2010年12月臺北縣改制為新北市，林口鄉改制為林口區，村改制為里。

## 交通
省道台61線即西部濱海快速公路，經過小南灣地區北端海邊，由此可快速前往臺灣西部沿海各地。

## 學校
- 瑞平國小